# الدوري الجنوبي لكرة القدم 1972–73
الدوري الجنوبي لكرة القدم 1972–73 (بالإنجليزية: 1972–73 Southern Football League)‏ هو موسم من الدوري الجنوبي الممتاز. فاز فيه نادي كيترينغ تاون.